# Tetraphidopsis pusilla
Tetraphidopsis pusilla är en bladmossart som beskrevs av Hugh Neville Dixon 1913. Tetraphidopsis pusilla ingår i släktet Tetraphidopsis och familjen Ptychomniaceae. Inga underarter finns listade i Catalogue of Life.